# Найденко Поповски
Найденко Поповски (на македонска литературна норма: Најденко Поповски) е политик от Социалистическа република Македония.

## Биография
Роден е през 1939 г. Завършва Икономическия факултет на Скопския университет. От 1982 до 1991 г. е член на Изпълнителния съвет на СРМ и като такъв е и директор на Републиканския институт за обществено планиране (с ранг на министър) в шестнадесетото и седемнадесетото правителство на СРМ. В известен период от време е подпредседател и председател на Събранието на община Охрид. От 1986 г. става директор на Охридската банка. Пише трудове в областта на банкерството и финансите. Носител е на наградата „Свети Климент Охридски“ на град Охрид. Умира на 24 ноември 2006 г. в град Охрид.